# Nissan Almera Tino
Nissan Almera Tino (также известен как Nissan Tino в Японии) — компактвэн компании Nissan, производившийся с 1998 по 2006 год в Японии и с 2000 по 2006 год в Европе.

## История
Nissan Almera Tino основан на небольшом хетчбэке Almera (отсюда и название), появившимся на рынке 3 года назад. Также этот компактвэн был создан для замены универсала Sunny, производившегося на рынке аж с 1966 года.
Продажи на рынке Японии стартовали в 1998 году. В 1999 году на автосалоне в Нью-Йорке был представлен концепт High Utility Tino — прототип европейского Tino. Для Европы Tino был представлен в 2000 году, а продажи начались в июле того-же года. Для Европы Almera Tino производился в Испании, в Барселоне.

### Рестайлинг
В январе 2003 года Almera Tino прошёл рестайлинг. Был немного изменён экстерьер, также от Renault был добавлен новый двигатель 1,8 л. мощностью 114 л.с., а версия со стандартным 2-литровым бензиновым двигателем и опциональной N-CVT трансмиссией была снята с производства. Продажи нового Almera Tino начались в апреле 2003 года.
Almera Tino производился в вариантах S, SE и SVE. В базовой комплектации Tino S — климат-контроль, CD-плеер и бортовой компьютер. На версии SE стоят 15-дюймовые легкосплавные диски, люк в крыше с электронным приводом, камера заднего вида для парковки, задние стёкла снабжены электронными стеклоподъёмниками. Для версии SVE добавлены передние противотуманные фары, 16-дюймовые легкосплавные диски, DVD-система со спутниковой навигацией и система стабилизации движения.
В январе 2006 года Almera Tino был окончательно снят с продаж. Ему на замену пришёл субкомпактвэн Nissan Note.

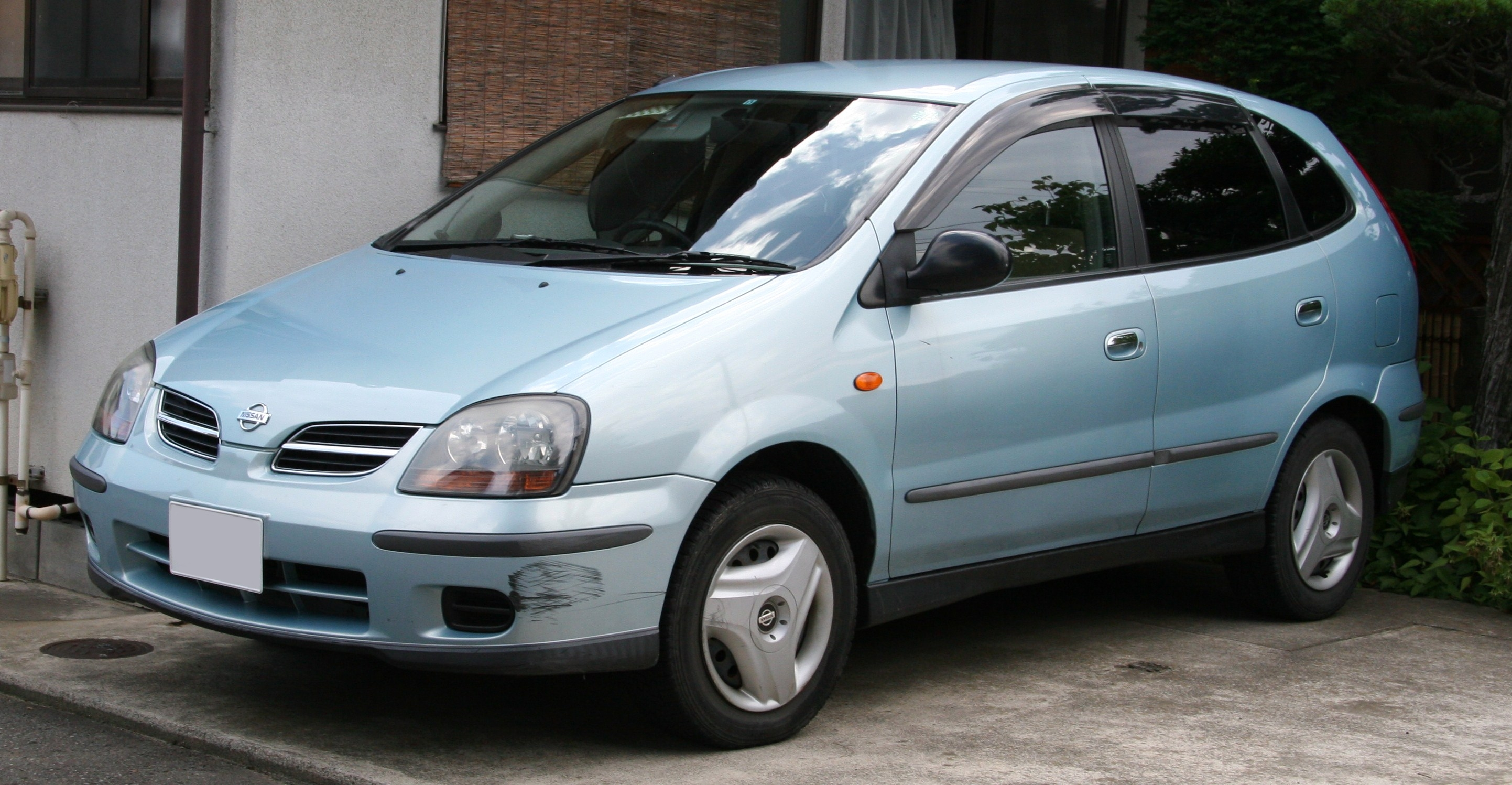
Модель до рестайлинга
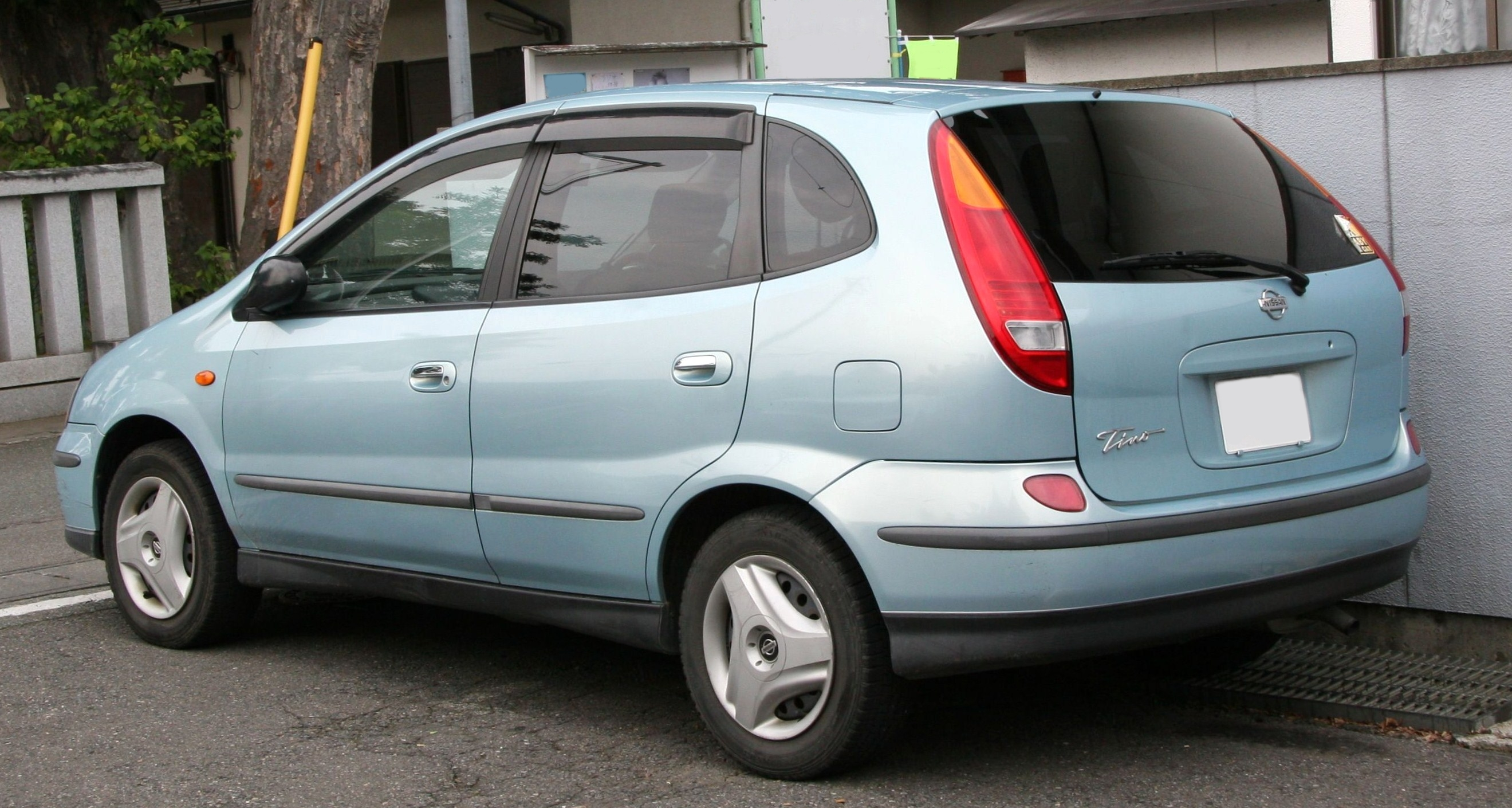
Вид сзади
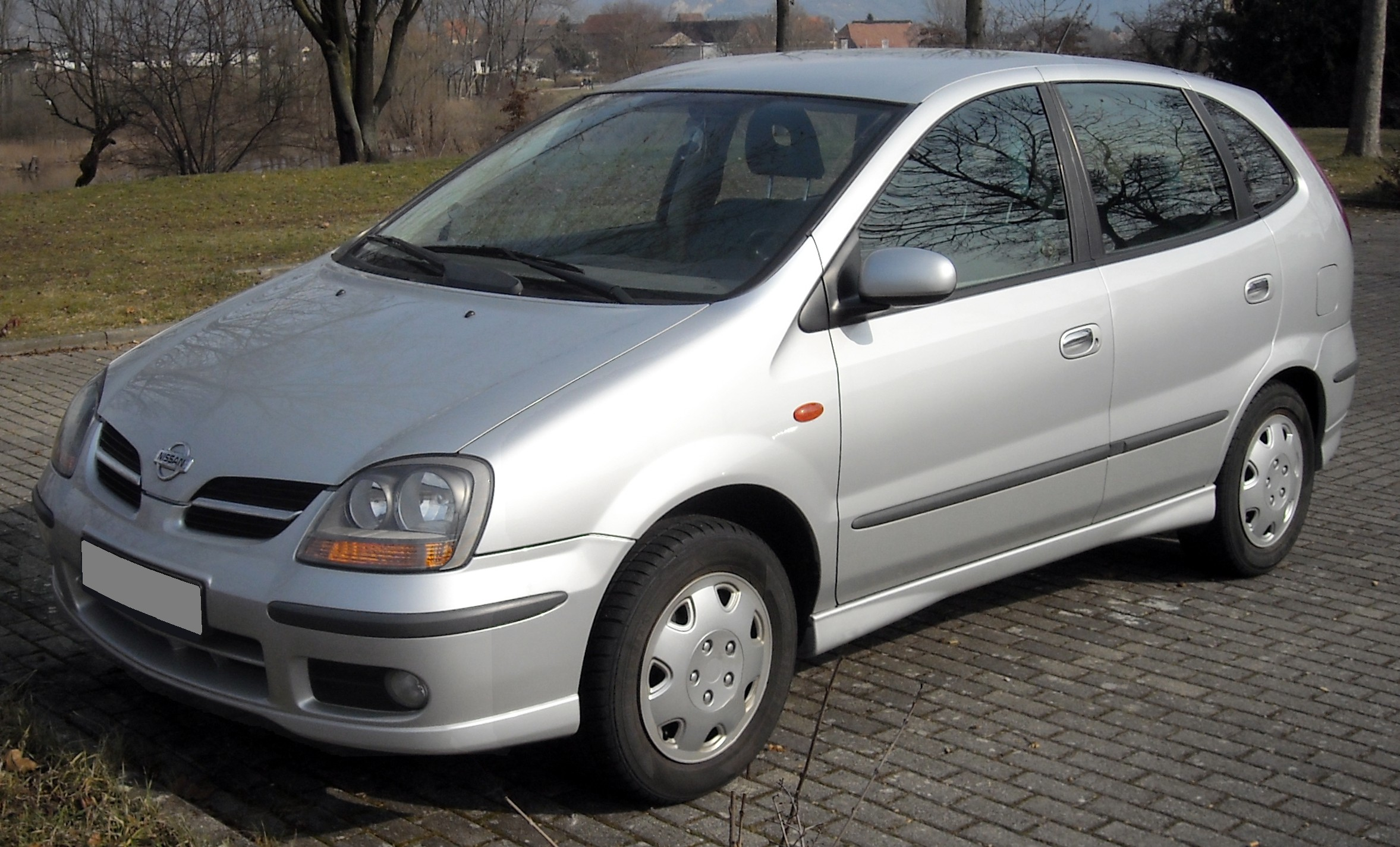
Модель после рестайлинга
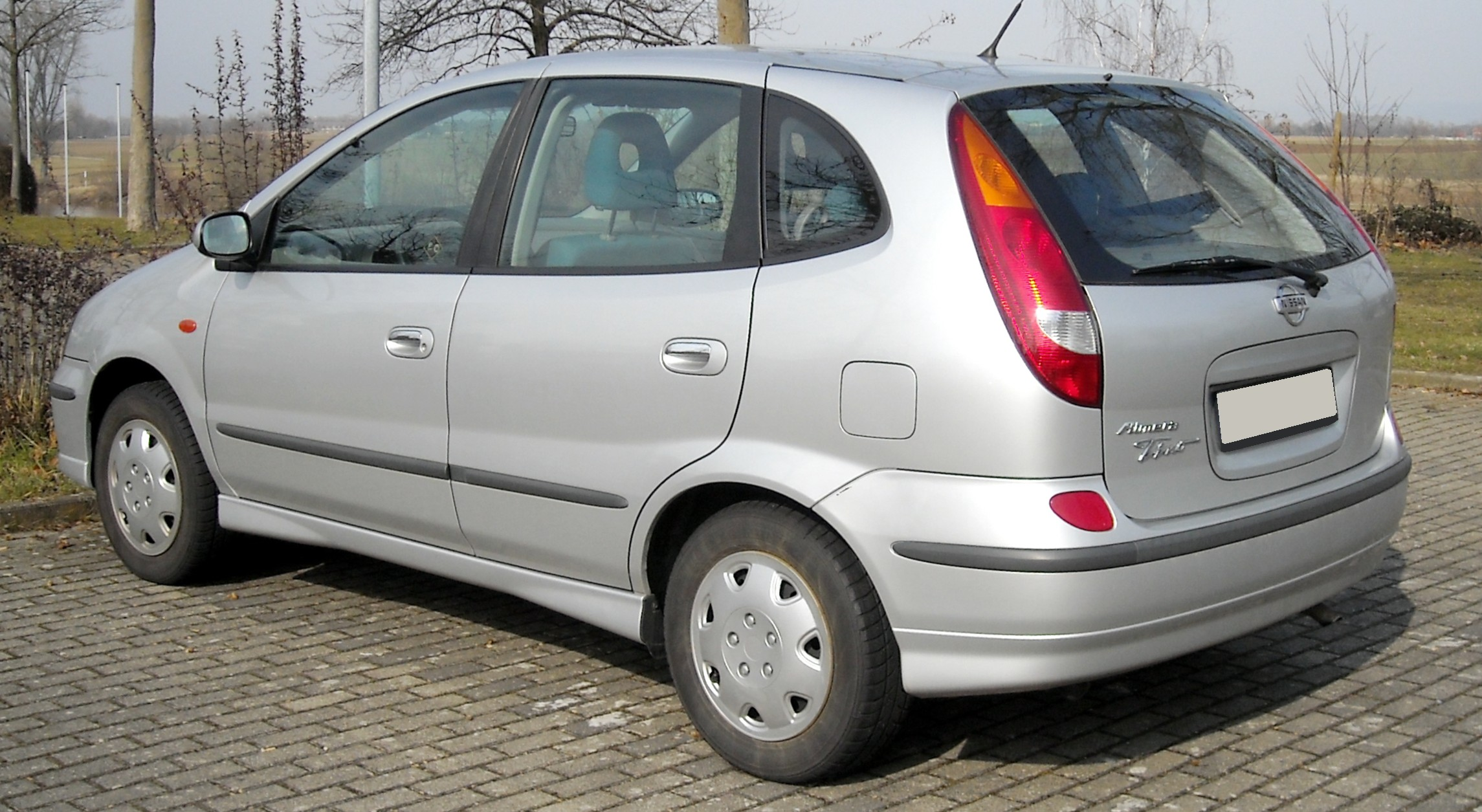
Вид сзади

## Оснащение
Almera Tino создан на однотипной платформе типа MS (medium-small), на которой также выпускаются седан и хетчбэк Nissan Almera 2000 модельного года. С 2000 по 2003 годы линейка двигателей в Европе состояла из бензиновых двигателей: 1,8 л мощностью 114 л.с. и 2,0 л мощностью 136 л.с и двух дизельных двигателей объёмом 2,2 л мощностями 112 и 136 л.с. 1,8-литровый мотор комплектуется гидромеханическим 4-ступенчатым автоматом, 2,0-литровый — бесступенчатой автоматической трансмиссией CVT. Tino оборудована дисковыми тормозами на всех колёсах и ABS.
Выпускается в нескольких исполнениях по уровню отделки салона: Comfort, Ambience и Luxuri.

## Обзоры и оценки
Российский автомобильный сайт «Колёса.ru» протестировал автомобиль в 2004 году. Были отмечены дизайн автомобиля, который «просто не может остаться незамеченным» и простор в салоне. Высота сидений автомобиля позволяет, по словам редакции «заходить» в автомобиль, а не садиться. Багажник автомобиля редакцию не обрадовал, сам по себе он маленький, хотя, если сложить сиденья, то можно увеличить его до 1950 л. Автомобиль достойно повёл себя и при быстрой езде, крены не велики, однако, по словам редакции, «серьезные ямы лучше объезжать стороной». Ещё один тест-драйв был проведён редакцией журнала «Авторевю». Автор публикации лично проехал на автомобиле из Барселоны в Андорру на автомобиле.

## Маркетинг
В ТВ-рекламе Almera Tino 1999 года в Японии появился мистер Бин и его плюшевый медведь, персонажи Роуэна Аткинсона.

## Безопасность
Автомобиль прошёл тест EuroNCAP в 2001 году. Тест прошёл не без неприятностей. Выяснилось, что программное обеспечение сенсора боковой подушки безопасности работает некорректно, поэтому тест пришлось проходить заново. Фронтальный краш-тест автомобиль прошёл отлично, единственной проблемой было травмоопасное место под рулевой колонкой, из-за которого водитель может получить травму колен, несмотря на то, что Nissan попытался решить эту проблему с помощью специальных накладок. С боковым ударом как раз и возникла вышеупомянутая проблема сенсора подушки безопасности, но после её устранения боковой краш-тест прошёл идеально. Что касается ребёнка (в результатах ещё нет баллов за ребёнка, так как их ввели лишь в 2003 году), то была зафиксирована высокая нагрузка на шею, однако частично это произошло из-за модели модели кресла. Пешеходов автомобиль тоже защищает слабо, передний край капота признан небезопасным.
| Euro NCAP                                                     | Euro NCAP | Euro NCAP | Euro NCAP |
| ------------------------------------------------------------- | --------- | --------- | --------- |
| Рейтинги                                                      | Пассажир  |           | 30        |
| Рейтинги                                                      | Пешеход   |           | 16        |
| Протестированная модель: Nissan Almera Tino 1.8 Luxury (2001) |           |           |           |

## Комментарии
1. ↑  Приведена копия материала с сайта infocar.ua, оригинальная публикация является платной. Доказательство